# О доходах
«О доходах» — трактат Ксенофонта об увеличении доходов Афинского государства, написанный ок. 355 г. до н. э. Считается последним произведением Ксенофонта. Некоторые учёные полагают, что трактат «Доходы города Афин» приписан Ксенофонту ошибочно; время его составления одни относят к периоду Пелопоннесской войны, другие к 355 или 346 году.

## Анализ сюжета
Небольшой трактат «Доходы города Афин» оформлен как письмо афинянина к спартанцу, доказывающее, что для благосостояния Аттики необходим мир. Этот вывод основан на соображениях о географическом положении Аттики. Автор говорит об Афинах с любовью и доказывает, что если они будут пользоваться миром, то при хорошем управлении финансами доходы государства могут выйти из расстроенного состояния, и будут без угнетения союзников достаточны для покрытия расходов. При сохранении мира налоги будут легки; заботливость о торговле, промышленности, об улучшении разработки рудников возвратит государству благосостояние и увеличит его доходы; тогда все афинские граждане могут получать пособие от государства.